# Гамильтон, Джон, 4-й граф Хаддингтон
Джон Гамильтон, 4-й граф Хаддингтон (англ. John Hamilton, 4th Earl of Haddington; 1626 — 31 августа 1669) — шотландский дворянин.

## Биография
Родился в 1626 году. Второй сын Томаса Гамильтона, 2-го графа Хаддингтона (1600—1640), и леди Кэтрин Эрскин (? — 1635), дочери Джона Эрскина, графа Мара.
31 августа 1645 года скончался от чахотки Томас Гамильтон, 3-й граф Хаддингтон (1625—1645), старший брат Джона. После его смерти Джон Гамильтон унаследовал титулы 4-го графа Хаддингтона (Пэрство Шотландии), 4-го лорда Биннинга (Пэрство Шотландии) и 4-го лорда Байреса и Биннинга (Пэрство Шотландии).
Из-за хромоты лорд Хаддингтон не участвовал в военных действиях, но был добросовестным посетителем парламента. Джон Гамильтон присутствовал на коронации Карла II в аббатстве Скон в 1651 году и позже был оштрафован на сумму в 555 фунтов стерлингов 11 шиллингов 8 пенсов по Акту Кромвеля о помиловании.
Лорд Хаддингтон скончался 31 августа 1669 года в Тайнингем-хаусе, Ист-Лотиан.

## Брак и дети
13 апреля 1648 года лорд Хаддингтон женился на леди Кристиан Линдси (? — 26 октября 1704), дочери лорда-казначея Шотландии Джона Линдси, 17-го графа Кроуфорда, и его жены Леди Маргарет Гамильтон, 2-й дочери Джеймса Гамильтона, 2-го маркиза Гамильтона. У супругов было четыре сына и восемь дочерей:
- Чарльз Гамильтон, 5-й граф Хаддингтон (1 июля 1650 — май 1685), старший сын и преемник отца.
- Достопочтенный Томас Гамильтон (род. 1661, умер в младенчестве)
- Достопочтенный Джон Гамильтон (род. 1663, умер в младенчестве)
- Достопочтенный Уильям Гамильтон (род. 1669, умер в младенчестве)
- Леди Маргарет Гамильтон (? — декабрь 1711), в 1668 году вышла замуж за Джона Хоупа из Хоуптауна
- Леди Кэтрин Гамильтон (8 декабря 1652, умерла в младенчестве)
- Леди Энн Гамильтон (род. 1653, умерла в младенчестве)
- Леди Хелен Гамильтон (род. 1656), вышла замуж за Уильяма Анструтера (? — 1711)
- Леди Сюзанна Гамильтон (род. 1659), вышла замуж за Адама Кокберна, лорда Ормистона (1656—1735)
- Леди Кристиан Гамильтон (род. 1659, умерла в младенчестве)
- Леди Элизабет Гамильтон (род. 1667, умерла в младенчестве)
- Леди Мэри Гамильтон.